# EVMC/フォート・ノーフォーク駅
EVMC・フォートノーフォーク駅（英語：EVMC / Fort Norfolk Station）は、バージニア州ノーフォークにある駅。駅の辺りはEVMC（東バージニア医療センター、Eastern Virginia Medical Center）なので病院と医学校がある。